# Jean-René Bernaudeau
Jean-René Bernaudeau (født 8. juli 1956 i Saint-Maurice-le-Girard, Vendée) er nuværende manager for det franske cykelhold Team TotalEnergies, og tidligere professionel cykelrytter. Den professionelle karriere startede i 1978 og sluttede i 1988. Som nogle af højdepunkterne i Jean-René Bernaudeaus karriere står fire sejre i Grand Prix du Midi Libre mellem 1980 og 1983 samt dagen i den gule trøje i Tour de France 1979.